# Vida Ghahremani
Vida Ghahremani (27 de maio de 1936 – 2 de junho de 2018) foi uma atriz de cinema Iraniano.

## Carreira
Ghahremani recebeu B. A. na Educação Infantil e tem um diploma em Dirigir e Produzir televisão. Ela é um membro do Screen Actors Guild (SAG), as gemas e Minerais a sociedade. A Vida é mãe de três filhos, e terminou recentemente um filme com o diretor Wayne Wang chamado de Milhares de Anos de Boas Orações como atriz coadjuvante.